# الطريق إلى الفلوجة (فلم)
الطريق إلى الفلوجة (بالإنجليزية: The Road to Fallujah) هو فيلم وثائقي تم إنتاجه في الولايات المتحدة وصدر في سنة 2009.

## وصلات خارجية
- مقالات تستعمل روابط فنية بلا صلة مع ويكي بيانات